# Dansk AMP
Dansk AMP A/S är ett danskt företag som grundades 1998.  Företaget driver en EU reglerad marknadsplats  / börs inriktad mot skandinaviska små och medelstora bolag. 
Dansk AMP A/S ägs av svenska GXG Global Exchange Group AB .